# Kamień z Grave Creek

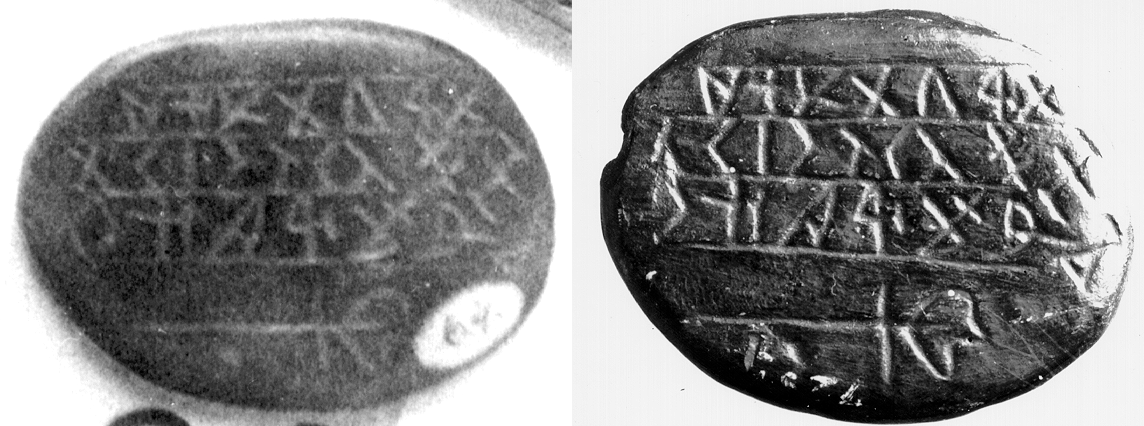
Kamień z Grave Creek, zdjęcie i kopia

Kamień z Grave Creek – rzekomy prekolumbijski zabytek, mający dowodzić kontaktów między Starym Światem a Ameryką w starożytności. Miał zostać odkryty w 1838 roku, gdy grupa archeologów-amatorów zaczęła rozkopywać indiański kopiec grobowy Grave Creek Mound, położony w zachodniej części Wirginii Zachodniej, niedaleko granicy z Ohio. Wkrótce potem w lokalnej prasie ukazała się anonimowa wiadomość o odkryciu w grobowcu sensacyjnych zabytków wykonanych przez najdawniejszych mieszkańców kontynentu amerykańskiego. Prawdopodobnie autorem artykułu był James Clemens, domniemany pomysłodawca fałszerstwa. Clemens z wykształcenia był fizykiem, a głośne oszustwo archeologiczne miało mu zapewne pomóc w kłopotach finansowych. 
Kamień nie przyniósł swoim „odkrywcom” zbyt wielkiej sławy i nie znalazł większego zainteresowania wśród badaczy, którzy dość szybko uznali go za oszustwo. Jakiś czas po odkryciu zaginął i do dziś zachowała się tylko jego fotografia. Wiadomo, że w 1868 roku stanowił część kolekcji E.H. Davisa. Kolekcja ta została zakupiona przez Muzeum Brytyjskie, w którego magazynach być może kamień znajduje się do dziś.

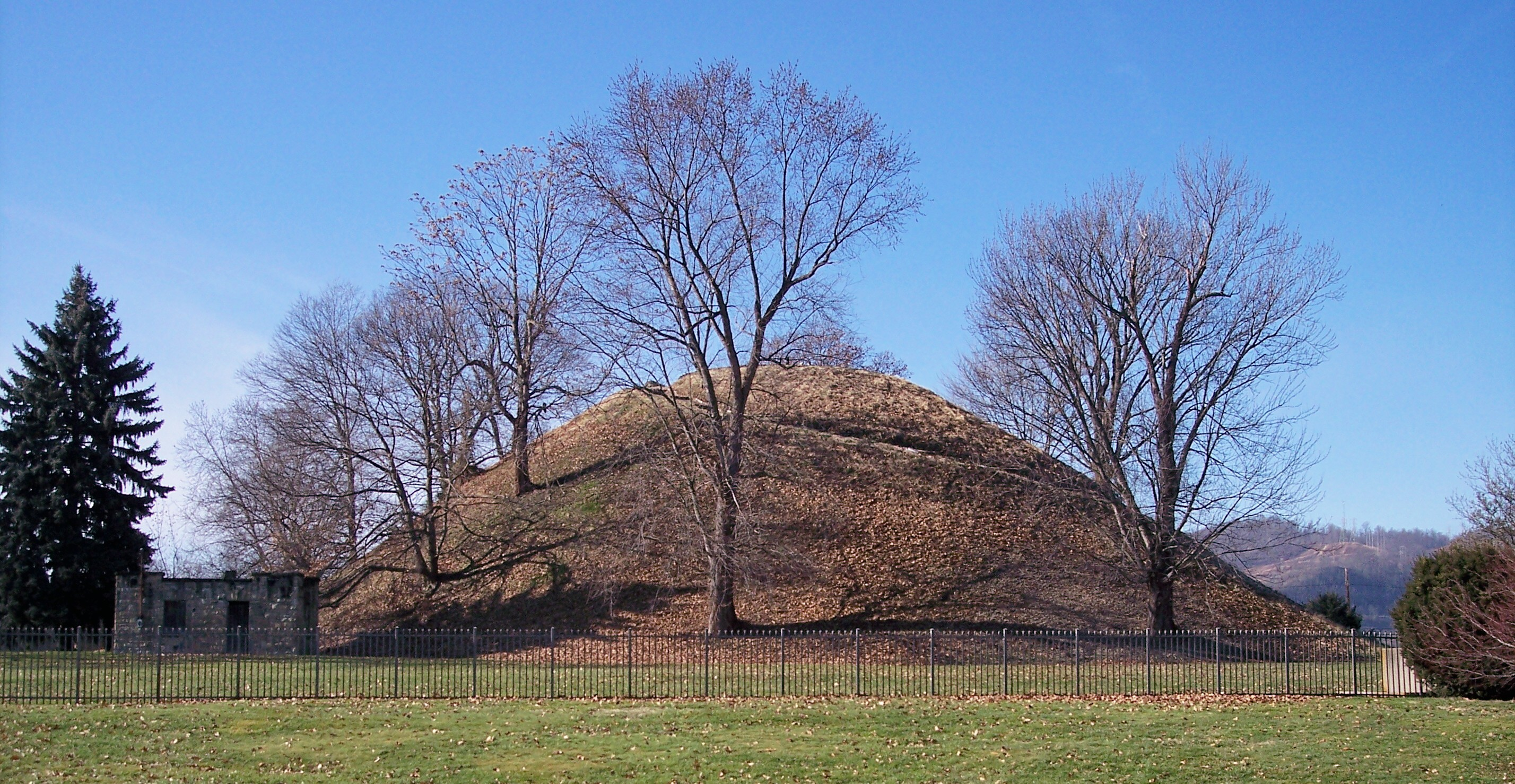
Grave Creek Mound

Rzekomy zabytek to niewielki owalny kamień o wymiarach 4,8×3,6 cm, pokryty na jednej ze stron ułożonymi w rzędach 22 znakami nieznanego alfabetu. Mimo prób nie udało się ich w żaden sposób odczytać, zdaniem krytyków są to bezładnie zestawione znaki zaczerpnięte z różnych pism Starego Świata (zidentyfikowano m.in. pismo egipskie, fenickie, celtyckie i runiczne). Antropolog David Oestreicher, który w 2008 roku badał sprawę kamienia z Grave Greek, stwierdził, że znaki te zostały skopiowane z pracy hiszpańskiego historyka Luisa José Velázqueza de Velasco Ensayo sobre los alphabetos de las letras desconocidas que se encuentran en las mas antiguas medallas y monumentos de España z 1752 roku. W trakcie prac wykopaliskowych w Grave Creek Mound odkryto pochodzący z końca starej ery podwójny pochówek szkieletowy z dosyć ubogim wyposażeniem grobowym, nie znaleziono jednak żadnych artefaktów mogących w jakikolwiek sposób wiązać się z tajemniczym kamieniem.
Kamień z Grave Creek jest przedmiotem zainteresowania zwolenników historii alternatywnej. W 1976 roku brytyjski pseudohistoryk Barry Fell ogłosił iż udało mu się rozszyfrować napis, który miałby być sporządzonym w języku punickim epitafium dla królowej Tasach.